# Sepp Müller
Sepp Müller (ur. 22 stycznia 1989 w Wittenberdze) – niemiecki polityk i bankier, działacz Unii Chrześcijańsko-Demokratycznej (CDU), deputowany do Bundestagu (od 2017).

## Życiorys
W 2007 roku ukończył Paul-Gerhardt-Gymnasium w Gräfenhainichen, uzyskując świadectwo dojrzałości. Następnie w latach 2007–2010 odbył naukę zawodu jako specjalista ds. bankowości w Sparkasse Wittenberg. W latach 2010–2013 ukończył kurs dla specjalistów bankowych (IHK) oraz zdał egzamin pedagogiczny dla instruktorów. Kontynuował kształcenie w latach 2013–2014 na kierunku bankowości operacyjnej, a w latach 2014–2015 ukończył zarządzanie we Frankfurt School of Finance and Management, uzyskując tytuł dyplomowanego specjalisty w dziedzinie bankowości. W latach 2010–2015 pracował jako samodzielny doradca finansowy w firmie S-Die Finanzberater Sparkassen GmbH. Następnie, w latach 2015–2017, był doradcą ds. klientów instytucjonalnych w Deutsche Kreditbank AG w Halle.
Do Junge Union wstąpił w 2004 roku, a rok później do CDU. Od 2015 roku zasiada we władzach regionalnego oddziału CDU w Gräfenhainichen, a od 2018 roku pełni funkcje kierownicze w zarządzie powiatowym CDU w Wittenberdze. W 2007 roku został wybrany do rady powiatu Wittenberg, a od 2009 roku jest również członkiem rady miejskiej Gräfenhainichen.
W 2017 po raz pierwszy uzyskał mandat posła do Bundestagu. Z powodzeniem ubiegał się o reelekcję w wyborach w 2021 i 2025. Od października 2020 roku jest także przewodniczącym Związku Turystycznego Regionu Światowego Dziedzictwa Anhalt-Dessau-Wittenberg.